# إنغا بيورك-كليفبي
إنغا بيورك-كليفبي (من مواليد 1944) ، هي نائبة المدير التنفيذي السابقة للأمم المتحدة لبرنامج الأمم المتحدة للمستوطنات البشرية (UN-HABITAT). وقد تم تعيينها في هذا المنصب من قبل الأمين العام للأمم المتحدة كوفي عنان في أكتوبر 2005.
حصلت على درجة الماجستير من كلية ستوكهولم للاقتصاد .
عملت بيورك كدبلوماسية لسنوات عديدة. فقد شغرت موقع السفير السويدي في كينيا ورواندا وسيشيل وجزر القمر وكممثل دائم لبرنامج الأمم المتحدة للبيئة (اليونيب) وموئل الأمم المتحدة.
وفي وقت لاحق، أصبحت الوكيل المساعد لوزارة الخارجية السويدية المسؤولة عن سياسات التعاون الإنمائي الدولي وبرامجها وميزانيتها.
عملت لأكثر من 20 عامًا في مجال التمويل الدولي وقدرات الإدارة العليا مع البنك المركزي السويدي وصندوق النقد الدولي (IMF) والبنك الدولي وبنك التنمية الآسيوي . أصبحت مديرة تنفيذية لبنك التنمية الأفريقي حيث مثلت بلدان الشمال، سويسرا والهند.
وقبل تعيينها نائبة للمدير التنفيذي لموئل الأمم المتحدة، كانت سفيرة السويد لدى كوت ديفوار وبوركينا فاسو وغينيا وليبيريا وسيراليون .